# Adiustacja (poligrafia)
Adiustacja – ręczne naniesienie na maszynopisach lub wydrukach dyspozycji dla osoby dokonującej składu i łamania tekstu. Dyspozycje te mają formę znaków korektorskich, dopisków tekstowych oraz ewentualnie innych potrzebnych oznaczeń.
Jest to czynność kończąca przygotowywanie materiałów tekstowych przez wydawcę przed wysłaniem ich do realizacji w przygotowalni poligraficznej (niegdyś zecernia, obecnie studio DTP), a następnie ponawiana podczas nanoszenia każdej korekty. Polega na opisaniu, w jaki sposób tekst powinien być sformatowany, zaznaczeniu niedostrzeżonych wcześniej usterek tekstu wraz z opisem ich poprawy, może zawierać inne potrzebne informacje (np. co zrobić w przypadku nadmiaru tekstu po sformatowaniu, sprawy organizacyjne dotyczące toku produkcji itp.).
W szczególności adiustacja może dotyczyć opracowania merytorycznego, językowego (stylistycznego i ortograficznego) oraz techniczno-typograficznego. Może być nanoszona także przez więcej niż jedną osobę.
Adiustacji można także dokonywać w tłumaczeniach audiowizualnych (np. dubbingu) oraz podczas postprodukcji telewizyjnej (scenariusze, dialogi).